# Belle Cole
Belle Cole, née Lucetta Belle Weaver, née en 1853 à New York et morte le 6 janvier 1905 à Londres, est une contralto américaine. Sa voix avait une étendue remarquable, s'étendant sur trois octaves.
Belle Cole participe à presque tous les grands événements musicaux au Royaume-uni. Elle chante partout à Londres, avec la Royal Choral Society au Royal Albert Hall, au Festival Haendel au Crystal Palace, aux Proms, aux Ballad Concerts, aux Monday Popular Concerts, aux concerts de Sir Charles Hallé, et à Bristol, Chester, Leeds, Birmingham et d'autres villes importantes.
Belle Cole se limite à chanter en concert et non sur scène pour chanter un opéra en entier.

## Biographie
Belle Cole est née à New York. Elle est la neuvième de onze enfants. Son talent doit sans doute quelque chose à l'hérédité. Les aptitudes musicales, plus ou moins grandes, peuvent en tout cas être retracées dans sa famille. Son père, Philander Weaver, enthousiaste amoureux de la musique est son premier professeur et sa mère est Marie Ruth Ann Harford. Elle devient la soliste de la chorale de l'église St Thomas, sur la cinquième avenue à New York.
Elle est engagée et connaît le succès durant une tournée aux États-Unis avec Theodore Thomas en 1883.
En 1887, l'année jubilaire, elle chante pour la première fois à Londres au Crystal Palace. L'année suivante, elle est engagée pour chanter Elias au Collège d'Eton, sous la direction de Sir Joseph Barnby, où elle remporte un si vif succès qu'elle est engagée pour chanter la même chose avec la Royal Choral Society au Royal Albert Hall et les audiences successives n'ont pas tardé à confirmer les jugements de Barnby et de certains autres critiques. Belle Cole devient donc la préférée du public britannique.
En octobre 1888, au festival de Bristol, elle chante la pièce de contralto de The Rose of Sharon d'Alexander Mackenzie en remplacement de Madame Trebelli indisposée. Elle chante aussi Walpurgis Nacht de Felix Mendelssohn et The Golden Legend d'Arthur Sullivan.
En mars 1889, elle chante de nouveau au Crystal Palace, la romance de Mignon et participe à la symphonie chorale de Beethoven.
En août 1890, elle chante aux Promenade Concerts de Covent Garden sous la direction de G. Crowe avec le concours de Marie Rôze et de John Tiplady Carrodus (en), Davies et B. Foote.
En juin 1891, elle participe au Festival Haendel au Crystal Palace avec notamment Mme Albani, Macintyre, Nordica, Mackenzie, MM. Lloyd, Mac Guckin, Santley.
En mars 1892,elle interprète La Rédemption de Gounod avec la Royal Choral Society au Royal Albert Hall et The Rose of Sharon avec Lillian Nordica. Le mois suivant Le Messie de Haendel avec la Royal Choral Society au Royal Albert Hall.
En octobre 1893, elle participe au Festival de Norfolk et Norwich (en) avec comme autres solistes MM. Lloyd, B. Davies, Salmond, Pierpoinl, Henschel, Mmes Albani, Anna Williams, H. Trust et Mackenzie. En décembre 1893, encore le Messie avec la Philharmonic Society de Manchester, et la méme pièce avec une chorale mixte dirigée par Barrett dans la même ville, suivie d'un troisième concert où elle chante Sognai de Francesco Schira (ca) toujours à Manchester. Elle est aussi soliste pour la création de la Messe en ré majeur de la compositrice Ethel Smyth.
Belle Cole est invitée par la reine Victoria pour prendre part à un concert d'État où elle chante The Golden Legend pour l'empereur allemand.
Elle épouse J. Calvin Cole.
En 1901, elle part en tournée en Australie.
Elle est morte le 6 janvier 1905 à Redcliffe Gardens à Chelsea (Londres).
Selon Maurice Leonard, c'est en assistant à un récital de Belle Cole, qu'en entendant les sons qu'elle voulait faire et sur lesquels elle pouvait travailler, la jeune Clara Butt décide de devenir contralto.